# 西粟倉駅
西粟倉駅（にしあわくらえき）は、岡山県英田郡西粟倉村長尾にある、智頭急行智頭線の駅である。

## 歴史
- 1994年（平成6年）12月3日：智頭線開業と同時に設置[1][2]。

## 駅構造
智頭方面に向かって左側に単式ホーム1面1線を持つ盛土高架駅。無人駅で、地上に待合所が設けられているものの実質的には駅舎はなく、智頭寄りの出入口から直接ホームに入る形になっている。自動券売機等の乗車券購入設備はない。
待合所にはトイレがある。

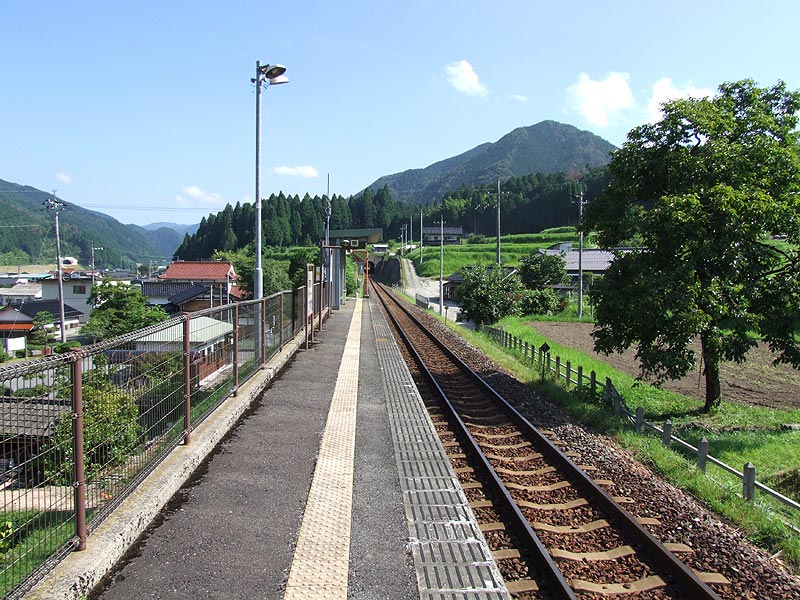
ホーム（2008年8月）

## 利用状況
| 1日乗降人員推移 | 1日乗降人員推移 |
| 年度            | 1日平均人数     |
| --------------- | --------------- |
| 2018年          | 5               |

## 駅周辺
田畑が目立つが、民家が点在する。国道373号は駅西側を通っており、そこから更に西へ離れた所を鳥取自動車道が通る。駅名および村名と同名のインターチェンジ（西粟倉IC）は駅から北へやや離れた所にある。役場・教育機関・駐在所は駅北側、山林管理事務所（民営）や木材加工業は駅南側にある。
- 西粟倉村役場
- 西粟倉村立西粟倉中学校
- 西粟倉村立西粟倉小学校
- 影石郵便局
- 美作警察署西粟倉駐在所
- 西粟倉・森の学校 - 木材加工業。イチゴの栽培も行っている[4]。
- 佐渕城跡[5]
- 孝子八右衛門の碑[6][7]
- 国道373号
- 吉野川

## 隣の駅
智頭急行
■智頭線
大原駅 - 西粟倉駅 - あわくら温泉駅